# Buzura eximia
Buzura eximia là một loài bướm đêm trong họ Geometridae.